# Iosif din Nazaret

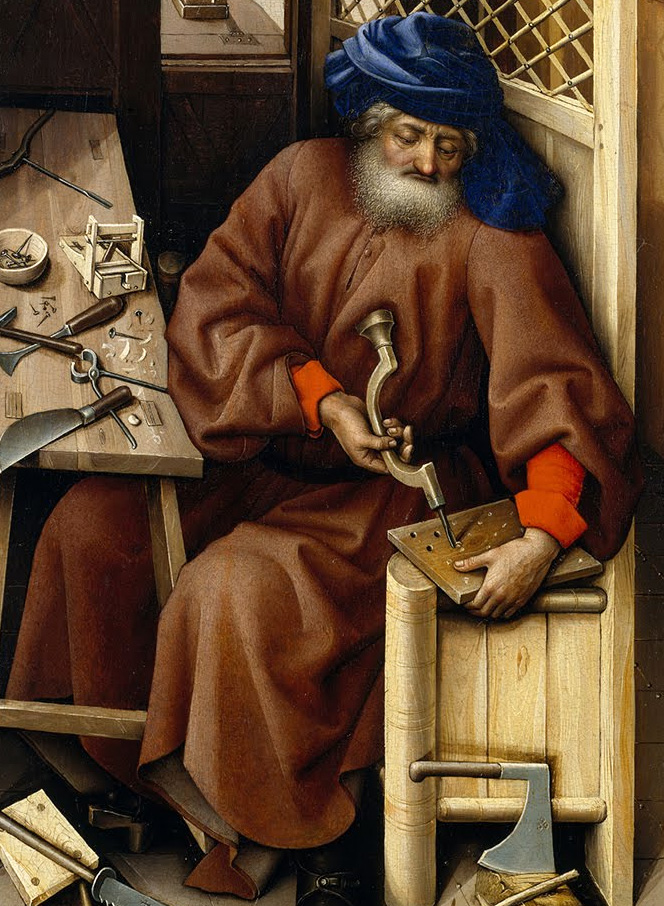
Sf. Iosif în atelierul său de tâmplărie (triptic din 1425)

Iosif Tâmplarul sau Iosif din Nazaret este soțul Fecioarei Maria și tatăl vitreg al lui Isus din Nazaret. El nu apare în cele mai vechi scrieri creștine, Epistolele pauline, ca tată vitreg al lui Isus. Iosif nu este menționat nici în cea mai veche evanghelie, Evanghelia după Marcu. El apare în următoarele evanghelii sinoptice, anume în Evanghelia după Matei și în Evanghelia după Luca, dar cele două liste de genealogii care apar sunt diferite: Matei spune că tatăl lui Iosif este Iacov, dar Luca spune că el era fiul lui Eli.

## Viața
Potrivit Evangheliei după Matei și celei după Luca, Iosif se trage din tribul lui Iuda, din neamul și casa lui David (Mt 1, 1-16; Lc 1, 26-27), fiind astfel legătura între neamul regesc și Christos. Iosif era logodit cu o fecioară numită Maria, despre care s-a aflat că a zămislit de la Duhul Sfânt. Iosif, după cum spune Evanghelia, "fiind drept și nevoind s-o dea pe față, a voit s-o lase pe ascuns" (Mt 1, 19). Corectitudinea lui Iosif se manifestă prin faptul că nu vrea să acopere cu numele său un copil al cărui tată nu este cunoscut, dar și prin faptul că este convins de virtutea Mariei și nu vrea să o lase în seama rigorilor legii, repudiind-o (cf. Dt 22, 20-21).
Un înger îi apare în vis și-i risipește temerile. Atunci, Iosif o ia la el pe Fecioara Maria, care l-a născut pe Isus (Mt 1, 20-25). Iosif ajunge împreună cu Maria la Betleem, deoarece, din porunca lui Cezar Augustus, toți locuitorii trebuiau să se înscrie la recensământ în cetatea de origine. Pruncul Isus se naște la Betleem. Iosif, fiind înștiințat, tot în vis, că regele Irod încearcă să-l omoare pe nou-născut, fuge împreună cu Maria și cu pruncul Isus în Egipt (cf. Mt 2, 13-15), rămânând acolo până la moartea regelui. S-a temut însă să se întoarcă în Iudeea, deoarece acolo domnea fiul lui Irod; de aceea, s-a stabilit în Galileea, la Nazaret (cf. Mt 2, 19-23).
Ultima dată este menționat în evanghelie cu ocazia pelerinajului la Ierusalim, când Isus, în vârstă de 12 ani, s-a pierdut de părinții săi. Maria și Iosif îl caută trei zile, după care îl găsesc în Templu, în mijlocul învățaților (cf. Lc 2, 41-50).
Nu se știe cât a trăit Iosif; din puținele informații ale evangheliilor despre el, reiese că era un om al credinței și de încredere, cunoscător al tainelor dumnezeiești, un om tăcut. Ca soț al Fecioarei Maria i-a ținut loc de tată lui Isus. 
Toma din Aquino a discutat necesitatea prezenței Sfântului Iosif în planul Incarnării căci dacă Maria nu ar fi fost căsătorită, evreii ar fi ucis-o cu pietre, iar tânărul Isus a avut nevoie de grija și protecția unui tată omenesc. Biserica Ortodoxă susține că Iosif nu a fost căsătorit, ci doar logodit cu Maria. Termenul de logodnă este o traducere greșită a conceptului de kiddushin, din punct de vedere al legii iudaice cei denumiți „logodiți” erau deja soț și soție, până la moarte sau divorț.
Conform unuia din cei mai mari bibliști americani, Sfântul Pavel credea că Sfântul Iosif l-a conceput pe Isus. Pasajul evanghelic din Matei 1:24, „Iosif «nu a cunoscut-o pe» Maria «până când ea a dat naștere unui fiu»” ar fi, după unii, o dovadă că Maria nu ar mai fi fost fecioară după nașterea lui Isus. Versetul menționat nu implică însă după alții o legătură nupțială între Iosif și Maria după nașterea lui Isus: critica internă a textului biblic arată că conjuncția "până ce" (în original ἕως) are aici semnificația de continuitate. Interpretarea este susținută și de utilizarea verbului "nu a cunoscut-o" (în original οὐκ ἐγίνωσκεν) la timpul imperfect durabil, semnificând o acțiune fără sfârșit. Aceasta este și concepția Părinților Bisericii din primele veacuri creștine.

## Cultul
Cinstirea publică a sfântului Iosif începe, în Apus, în sec. XIV-XV. Sărbătoarea lui (19 martie) a fost introdusă în calendarul romano-catolic în 1621. Papa Pius al IX-lea l-a declarat patron ocrotitor al Bisericii.

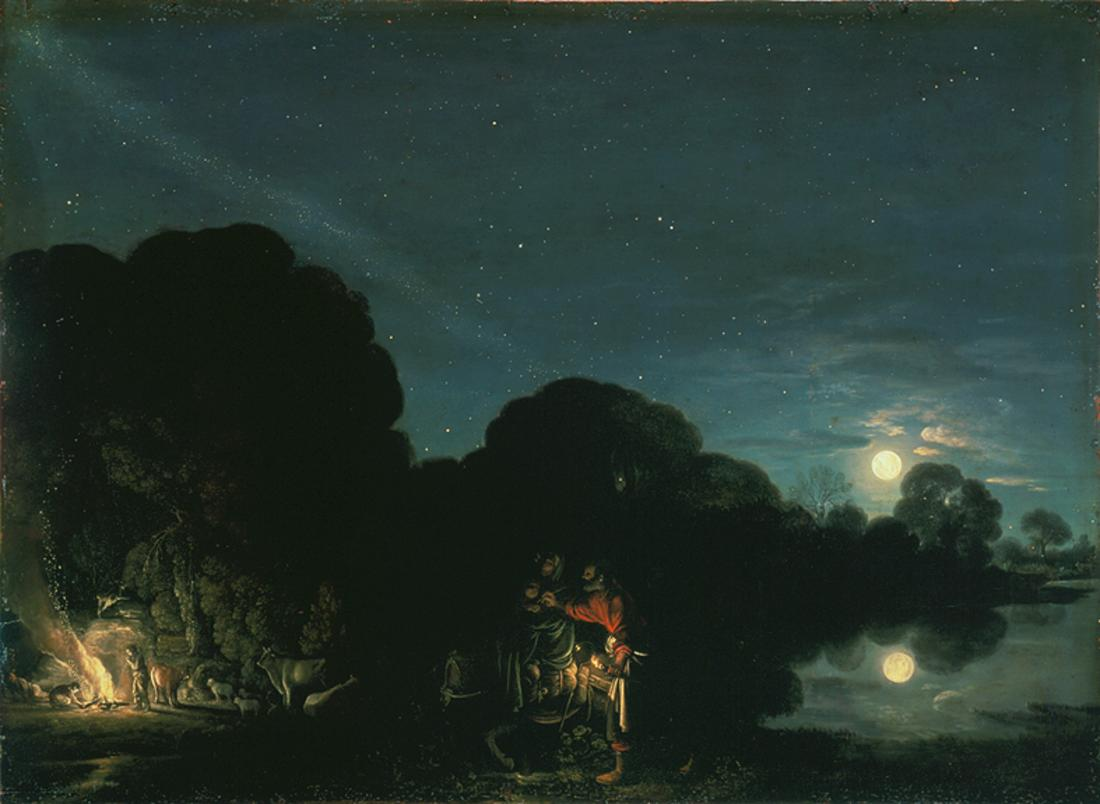
”Fuga în Egipt” de Adam Elsheimer, 1609

Tabloul „Fuga în Egipt“ de Adam Elsheimer, pictat în 1609 (inspirat din „Evanghelia după Matei“, 2:13), este un expresiv tablou nocturn. Maria, Iosif și Isus se află în centrul picturii, puțin iluminați de o făclie slabă. În stânga, câțiva păstori, cu turma lor, se încălzesc la un foc la marginea unei păduri, înainte de culcare.

## Apocrife
Istoria apocrifă a lui Iosif Tâmplarul, scrisă în secolul al V-lea, pretinsă biografie a lui Iosif dictată de Isus, descrie modul în care Iosif, la vârsta de 90 de ani (Prima evanghelie -Protooevangelium- nu specifică vârsta lui Iosif), un văduv cu patru fii și două fiice, primește în casa sa pe Maria când ea avea 12 ani. Între timp se naște pe cel mai mic fiu al său, Iacov (autorul pretins al protoevangheliei), apoi, când ea este gata, se căsătoresc când Maria are 14 ani și jumătate. Moartea lui Iosif, la vârsta de 111 ani, la care au participat îngeri și afirmarea virginității perpetue a Mariei sunt două teme care ocupă jumătate din povestea Istoriei apocrife a lui Iosif Tâmplarul.